# پل آرپاد
پل آرپاد (به مجاری: Árpád híd) پلی در بوداپست است که با گذر بر روی دانوب، بودا را به پست متصل می‌کند. این پل طولانی‌ترین در مجارستان است و با احتساب مسیر اتصال دهنده آن به خشکی ۲ کیلومتر و بدون احتساب این بخش‌ها ۹۲۸ متر طول دارد. پل شامل ۶ خط برای عبور اتومبیل، مسیر تراموا، مسیر دوچرخه و پیاده‌رو است. ایستگاه متروی خط ۳ در انتهای پل در پست، نیز پل آرپاد نام دارد.

## تاریخچه
ساخت این پل در سال ۱۹۳۹ میلادی و تحت عنوان پل آرپاد، به یادبود آرپاد، رئیس کنفدراسیون قبیله‌های مجار در آخر قرن نهم شروع شد. اما به خاطر رخداد جنگ جهانی دوم، پل تا پایان جنگ و سال ۱۹۵۰ به بهره‌برداری نرسید. در این زمان به واسطه در قدرت بودن حکومت کمونیستی در مجارستان، پل با نام پل استالین (به مجاری: Sztálin híd) افتتاح شد. نام پل در سال ۱۹۵۸ به نام اصلی آن تغییر یافت.